# آوادی
آوادی
شهر آوادی (به انگلیسی: Avadi) با جمعیت ۲۶۶٫۷۹۹ نفر در ایالت تامیل نادو در کشور هند واقع شده‌است.